# Nate Reinking
Nathan „Nate“ Reinking (* 12. Dezember 1973 in Upper Sandusky, Ohio) ist ein ehemaliger Basketballspieler, gebürtig aus den Vereinigten Staaten. Nach dem Studium spielte er in der British Basketball League und erwarb nach Heirat mit einer Engländerin die britische Staatsbürgerschaft. Für sein neues Heimatland trat er dann als Nationalspieler an. 
Seine Spielerkarriere ist eng verbunden mit der des britischen Nationaltrainers Chris Finch, der ihn auf Vereinsebene bei den Sharks aus Sheffield und bei den belgischen Klubs Euphony Bree und Dexia Mons-Hainaut trainierte.
Zum Ende seiner Karriere war sein Ziel die Teilnahme an den Olympischen Spielen 2012 in London mit der britischen Nationalmannschaft, weshalb er seine aktive Karriere bis ins Alter von beinahe 39 Jahren verlängerte.

## Karriere

### College in Ohio (1992 bis 1996)
Reinking ging 1992 innerhalb seines Heimatstaates zum Studium an die Kent State University, wo er für die Hochschulmannschaft Golden Flashes aktiv war. Die Golden Flashes verfügten über keine Erfolge im Basketball und erreichten unter Trainer Dave Grube von 1992 bis 1996 nur negative Bilanzen, während dessen Vorgänger immerhin noch Einladungen zum NIT erzielt hatte. Erst im folgenden Jahrzehnt gelangen den Nachfolgern von Grube Meisterschaften in der Mid-American Conference der NCAA und mehrfache Teilnahmen an der landesweiten Endrunde der NCAA.

### British Basketball League (1996 bis 2005)
Trotz einer wenig erfolgversprechenden Collegekarriere versuchte sich Reinking als Profi und bekam 1996 einen Vertrag in der British Basketball League in einem Land, das jedoch auch über wenig Tradition im Basketball verfügt und in Europa keine Erfolge zu verzeichnen hatte. Nach zwei Spielzeiten bei den Riders aus Leicester, in denen man 1998 das Pokalfinale der britischen Liga erreichte, spielte er in der Saison 1998/99 bei den „Storm“ aus Derby. Für die folgende Spielzeit holte ihn Trainer Chris Finch nach Sheffield zu den Sharks.  
In der ersten Spielzeit 1999/2000 gewann man den Pokal der britischen Liga. In der Meisterschaft erreichte man von 2000 bis 2003 jeweils den ersten oder zweiten Platz in der Northern Conference der britischen Liga, zog jedoch nur 2001 und 2002 in die Finalserie der Play-offs ein. Dort reichte es jeweils nur zur Vizemeisterschaft, nachdem man zum einen Reinkings Ex-Verein Leicester Riders und zum anderen den Cheshire Jets unterlag.  
Nachdem man 2003 den ersten Platz in der regulären Saison belegt hatte, aber bereits im Halbfinale der Play-offs ausschied, verließ Finch den Verein und wechselte zu den Gießen 46ers in die deutsche Basketball-Bundesliga. Unter Finch Nachfolger gelang den Sharks nach einem zweiten Platz in der regulären Saison 2004 der erste Meisterschaftsgewinn mit Reinking.  
In der folgenden Saison misslang die Titelverteidigung, als man im Halbfinale ausschied, und Reinking folgte seinem ehemaligen Trainer Chris Finch, der mittlerweile Trainer im belgischen Bree geworden war. 

### Belgische Liga (2005 bis 2010)
Finch war mit Euphony Bree 2005 belgischer Meister geworden und holte neben Julius Jenkins auch Reinking in seine Mannschaft. In der folgenden Spielzeit konnte man den Titel jedoch nicht verteidigen. Nach einer weiteren Finalteilnahme 2007, die gegen den flandrischen Konkurrenten Telindus Oostende verloren ging, verließ Finch den Verein und wechselte in den wallonischen Hennegau nach Mons. Dabei nahm Finch seinen langjährigen Spieler Reinking mit zu seinem neuen Verein. Reinking war nach Heirat mit einer Engländerin britischer Staatsbürger geworden und hatte bereits vier Spiele für die englische Nationalmannschaft absolviert. 
Nach Vergabe der Olympischen Spiele 2012 in die britische Hauptstadt London wurde die britische Nationalmannschaft neu formiert, die als Gastgeber ein Startrecht gesichert hatte, und Finch Nationaltrainer. Bei Dexia Mons-Hainaut versammelte Finch in der Saison 2007/08 neben Reinking mit Mike Lenzly und Andrew Sullivan weitere britische Nationalspieler in seinem Vereinskader. 
Auf europäischer Vereinsebene war man dann in der EuroChallenge 2008 sehr erfolgreich, als man den Finaleinzug erreichte und nur knapp mit einem Punkt gegen den lettischen Verein Barons/LMT aus Riga verlor. Reinking war mit 13 Punkten geteilter Topscorer seiner Mannschaft in diesem Spiel, obwohl er nach fünf Fouls nur eine verkürzte Einsatzzeit von 23 Minuten hatte. 
In der folgenden Spielzeit gelang auch der Finaleinzug in der belgischen Meisterschaft, die jedoch gegen den regionalen Rivalen Spirou BC Charleroi verloren ging. Trainer Finch wechselte anschließend zu den Rio Grande Valley Vipers in die NBA Development League, während Reinking eine weitere Spielzeit bei Dexia absolvierte, in der man jedoch keine nennenswerten Erfolge feierte.

### Karriereende in der britischen Liga (2010 bis 2012)
2010 kehrte Reinking in die britische Liga zurück, nachdem er sich entschlossen hatte, seine Karriere angesichts der anstehenden Olympischen Spiele fortzusetzen. Er unterschrieb einen Vertrag beim Meister Tigers aus Everton, die sich in „Mersey Tigers“ umbenannt hatten. Zusammen mit Andrew Sullivan konnte man unter Trainer Tony Garbelotto die Meisterschaft verteidigen und die BBL Trophy erstmals gewinnen. 
Für die Spielzeit 2011/12 kehrte Reinking zu seinem ehemaligen Verein Sharks nach Sheffield zurück. In den Play-offs 2012 schied man bereits in der ersten Runde aus. Anschließend konnte sich Reinking mit 38 Jahren seinen Traum von der Olympiateilnahme verwirklichen. Nach vier Auftaktniederlagen reichte es jedoch nur zu einem klaren Vorrundensieg über China, der nicht zur Qualifikation für das Viertelfinale reichte.

## Erfolge
- Meister British Basketball League 2004, 2011
- British Basketball League Trophy 2011
- Finalist EuroChallenge 2008